# Luci Horaci Barbat
Luci Horaci Barbat (en llatí: Lucius Horatius Barbatus) va ser un magistrat romà. Era membre de la gens Horàcia, una família patrícia de les més antigues.
L'any 425 aC va ser elegit tribú amb potestat consular juntament amb amb Luci Quinti Cincinnat, Luci Furi Medul·lí Fus i Aulus Semproni Atratí.
En aquell any es va concedir una treva de vint anys a Veios, ciutat que l'any anterior havia derrotat Mamerc Emili Mamercí davant de les muralles de Fidenes. També es va concedir una treva de tres anys als eques.